# Hernán Cubillos
Hernán Cubillos Sallato (Viña del Mar, 25 de febrero de 1936-Santiago, 11 de abril de 2001) fue un oficial de marina, empresario y político chileno. Ejerció como ministro de Relaciones Exteriores de Chile entre 1978 y 1980, durante la dictadura militar encabezada por Augusto Pinochet.

## Primeros años
Hijo de Hernán Cubillos Leiva (excomandante en Jefe de la Armada entre 1962 y 1964 y exembajador en Brasil) y de María Graciela Sallato. Su abuelo fue el contralmirante Demetrio Cubillos, que estuvo destinado en Gran Bretaña supervigilando los buques construidos para Chile en ese país. En su niñez estudió en los colegios Sagrados Corazones de Viña del Mar y en el Oratory Preparatory School de Branksome Park en Bournemouth en Gran Bretaña. Amigo de Roberto Kelly desde su infancia, continuarían la carrera naval ambos hasta sus respectivos retiros.

## Marina de Chile
Ingresó a la Escuela Naval Arturo Prat, de donde egresó en diciembre de 1953 como guardiamarina. En dicha institución armada permaneció hasta 1961, fecha en que se retiró con el grado de teniente y como experto en navegación.

## Vida profesional
Tras su graduarse en la "Escuela Naval Capitán Arturo Prat" de la Armada de Chile y servir algunos años como oficial, dejó la carrera naval para dedicarse a los negocios. Retirado de la marina, Hernán Cubillos asume en 1962 como Secretario General de Cemento Melón, en la región de Valparaíso, una empresa con mayoría de capitales británicos y luego se desempeña también como asesor ejecutivo de la presidencia de la Empresa El Mercurio (1963-1970), empresa de la que fue integrante del Consejo (1970-1973) y posteriormente presidente (1973-1974). En 1974 asumió como miembro del directorio de la Sociedad Interamericana de la Prensa (1974-1976).
Cubillos fue sacado por Edwards en 1974 como Presidente del Consejo de El Mercurio. Luego Cubillos participa en el semanario Qué pasa, del Opus Dei, en la Editorial Santillana del Pacífico y Editorial Portada. Al tiempo que realiza negocios internacionales.

### Vida política
Fue uno de los organizadores del golpe militar de 1973 en Chile. Organizó la "Cofradía Náutica del Pacífico Austral" en que participaban José Toribio Merino, Patricio Carvajal, Roberto Kelly, tres conspicuos organizadores del golpe además de Agustín Edwards Eastman desde al menos 6 años de este.
Fue nombrado canciller en 1978, siendo el primer civil en ese cargo en la Dictadura Militar del general Augusto Pinochet. Durante su etapa en el ministerio se dio la fase más crítica del Conflicto del Beagle. A pesar de su corto período en el gobierno, Cubillos fue considerado como uno de los civiles más importantes de la dictadura. Cubillos Sallato era parte del llamado sector “blando” de los civiles que apoyaban a la dictadura, al igual que Agustín Edwards y Jaime Guzmán Errázuriz. Tendrá disputas con elementos del sector “duro”, encabezado por el jefe de “Patria y Libertad” Pablo Rodríguez Grez y el primer jefe de la policía secreta de Pinochet- la Dina, el general Manuel Contreras.
Cubillos abandonó la Cancillería poco tiempo después, tras la bullada cancelación del viaje de Augusto Pinochet a Filipinas, donde sería recibido por Ferdinand Marcos. En pleno vuelo se le avisó a la comitiva que no podría ser recibido por Marcos, cuyo gobierno adujo razones de seguridad para retirar la invitación.
Fue propuesto por el almirante José Toribio Merino como candidato civil para el plebiscito de 1988.

### Vuelve a la vida empresarial
Después de salir del gobierno, Cubillos no regresó a la vida pública y se desempeñó sucesivamente como vicepresidente de la Compañía Cervecerías Unidas, presidente de la Compañía de Inversiones Transandina, consejero de la Fundación Adolfo Ibáñez, presidente de la Compañía Chilena de Tabacos, presidente de la Cámara de Comercio Chileno-Uruguaya y vicepresidente del Banco de Crédito e Inversiones, cargo que deja en marzo de 1992.
En febrero de 1993 fue internado y operado de urgencia tras resultar con lesiones de gravedad producto de un accidente automovilístico. El vehículo en que viajaba se estrelló contra un bus de turismo, en la ruta entre Chacao y Ancud, en Chiloé. Luego de su recuperación, lentamente Cubillos reanudó sus clases y seminarios en diversas universidades y centros de estudio del país.
El miércoles 11 de abril de 2001 muere producto de una dolencia cardiaca en Santiago de Chile.

## Vida privada
Contrajo matrimonio con Marcela Sigall Ortúzar el 21 de agosto de 1992; padre de Luis Hernán, Felipe (yatista, quien también fue creador de “Desafío Levantemos Chile”), Nicolás y Marcela Cubillos (pareja de Andrés Allamand), exdiputada de Chile, exministra de Educación durante el segundo gobierno de Sebastián Piñera, y actual Directora Ejecutiva de Libertad y Desarrollo.
Su hobby favorito eran las competencias en su yate "El Caleuche"- que compartía con Roberto Kelly y Luis Farias.